# Абдул, Давид
Давид Абдул (нидерл. David Abdul; род. 17 августа 1989, Ораньестад) — арубский футболист, нападающий. Выступал за сборную Арубы.

## Клубная карьера
Абдул — воспитанник академии роттердамской «Спарты». 18 января 2009 года в матче против «Гронингена» он дебютировал в нидерландской Эредивизи. 16 августа 2010 года в матче против «Гоу Эхед Иглз» Давид забил свой первый гол в Эрстедивизи. 12 сентября в матче против «Вендама» он оформил дубль. В 2011 году Абдул стал самым высокооплачиваемым спортсменом Арубы (65 312 долларов США).
В своём первом сезоне за клуб был игроком ротации. После вылета «Спарты» в сезоне 2009/10 стал чаще появляться в основном составе клуба. По окончании второго сезона, Давид перешёл в любительский клуб РВВХ. В июле 2012 года стал игроком пятнадцатикратного чемпиона Арубы — клуба «Дакота».

## Международная карьера
9 июля 2011 года в матче отбора на ЧМ-2014 против Сент-Люсии Абдул дебютировал в национальной сборной Арубы и отметился дебютным голом.
| Матчи Давида Абдула за сборную Арубы | Матчи Давида Абдула за сборную Арубы | Матчи Давида Абдула за сборную Арубы | Матчи Давида Абдула за сборную Арубы | Матчи Давида Абдула за сборную Арубы | Матчи Давида Абдула за сборную Арубы | Матчи Давида Абдула за сборную Арубы |
| №                                    | Дата                                 | Оппонент                             | Счёт                                 | Голы                                 | Карточки                             | Соревнование                         |
| ------------------------------------ | ------------------------------------ | ------------------------------------ | ------------------------------------ | ------------------------------------ | ------------------------------------ | ------------------------------------ |
| 1                                    | 9 июля 2011                          | Сент-Люсия                           | 4:2                                  | 85′                                  | —                                    | Отбор на ЧМ-2018                     |
| 2                                    | 14 июля 2011                         | Кюрасао                              | 3:2                                  | —                                    | —                                    | Товарищеский матч                    |
| 3                                    | 16 июля 2011                         | Суринам                              | 1:0                                  | —                                    | —                                    | Товарищеский матч                    |
| 4                                    | 4 сентября 2015                      | Сент-Винсент и Гренадины             | 0:2                                  | —                                    | —                                    | Отбор на ЧМ-2018                     |

Итого: 5 игр / 1 голов; 4 победы, 0 ничьих, 1 поражение